# Juan Manuel Ortiz
Juan Manuel „Juanma” Ortiz Palazón (ur. 1 marca 1982 w Guardamar del Segura) – hiszpański piłkarz grający na pozycji prawego pomocnika w Granadzie CF.

## Kariera klubowa
Wychowanek Atletico Madryt pierwsze występy w pierwszym zespole zaliczył w sezonie 2003–2004, było to pięć pojedynków (trzy w wyjściowym składzie). Jednak jego debiut miał miejsce jeszcze w poprzednim sezonie, w Segunda División. Kolejne trzy lata spędził na wypożyczeniu, kolejno w Osasunie i Poli Ejido.
W sezonie 2007–2008 Ortiz występował już w Almerii UD, której pomógł w zajęciu ósmego miejsca na koniec rozgrywek. W tamtym sezonie zdobył razem dwa gole (jednego w wygranym 1–4 meczu przeciwko Sevilli FC, 19 kwietnia 2008 roku).
Latem 2011 roku podpisał trzyletni kontrakt z Rangers. W 2012 roku został wypożyczony do Almerii, a latem przeszedł do Granady.